# Maurice Cowan
Pour les articles homonymes, voir Cowan.
Maurice Cowan est un producteur de cinéma et un scénariste britannique né le 30 mars 1891 à Londres et mort en avril 1974 à Londres.

## Filmographie (sélection)

### comme scénariste
- 1945 : I Live in Grosvenor Square d'Herbert Wilcox
- 1946 : Éternelle Chanson (Spring Song) de Montgomery Tully
- 1953 : Le Roi de la pagaille (Trouble in Store) de John Paddy Carstairs
- 1953 : Tournez la clef doucement (Turn the Key Softly) de Jack Lee
- 1955 : Norman diplomate (Man of the Moment) de John Paddy Carstairs
- 1955 : Plus on est de fous (One Good Turn) de John Paddy Carstairs

### comme producteur
- 1952 : Derby Day (en) d'Herbert Wilcox
- 1952 : Home at Seven (en) de Ralph Richardson
- 1953 : Le Roi de la pagaille (Trouble in Store) de John Paddy Carstairs
- 1953 : Tournez la clef doucement (Turn the Key Softly) de Jack Lee
- 1955 : Plus on est de fous (One Good Turn) de John Paddy Carstairs
- 1958 : Gipsy (The Gypsy and the Gentleman) de Joseph Losey
- 1959 : Opération Amsterdam (Operation Amsterdam) de Michael McCarthy
- 1961 : Watch it, Sailor! (en) de Wolf Rilla